# Symplocos rimosa
Symplocos rimosa är en tvåhjärtbladig växtart som beskrevs av B. Stahl. Symplocos rimosa ingår i släktet Symplocos och familjen Symplocaceae. Inga underarter finns listade i Catalogue of Life.